# Acanthoscelides calvus
Acanthoscelides calvus är en skalbaggsart som först beskrevs av Horn 1873.  Acanthoscelides calvus ingår i släktet Acanthoscelides och familjen bladbaggar. Inga underarter finns listade i Catalogue of Life.